# 棄海：波弟大冒險
《棄海》是一款由台灣獨立遊戲開發團隊光穹遊戲製作的2D橫向卷軸動作冒險遊戲，曾在2021年2月的Steam遊戲節期間開放玩家免費下載試玩版。目前已於2021年11月19日在Steam發售。
故事背景設定於四百年後的近代未來，人類所居住的海底都市遭受垃圾變種魚怪侵襲，導致原先安寧的生活逐漸消失。玩家需扮演深海守護者「半魚人波弟」並指揮夥伴型自動標槍「生化劍魚勃朗特」共同對抗入侵者。

## 遊戲玩法
遊戲機制採類銀河戰士惡魔城形式，透過自由探索各大區域拾獲道具與技能，部分關卡在習得技能或使用道具後便能突破。
基本操作模式為鍵盤移動加滑鼠攻擊，玩家除了操縱角色移動，還需透過點擊畫面來讓主角攜帶的武器進行攻擊或破壞物品。本作與多數同類型作品較不同的特點是主角無法自行攻擊敵人，因此戰鬥時必須兼顧進攻與閃避防禦。
遊玩過程中將拾獲不同種類的技能道具「記憶版」，使用哨站中的「記憶版管理員」即可自由替換技能，藉由組合記憶版可在戰鬥中大幅提升能力。

## 劇情概述
近未來的人類找到在海中生活的方法，並建造數百棟建築串聯起一片名為「羅伊拉」的現代亞特蘭提斯。某天，垃圾變種魚怪一舉攻進了城市，收到召集命令的海底守護者「波弟」與生化劍魚夥伴「勃朗特」便動身前去營救危在旦夕的羅伊拉。而隨著冒險愈發險峻，隱藏在新文明背後的秘密也將隨之揭開。

## 角色
波弟
本作主角。羅伊拉中央學院耗時五年開發出的守護者，能夠理解人類的語言並忠實執行任何命令。
由於缺乏複雜的發聲器官，基本無法言語且僅能發出類似海豚的叫聲。
勃朗特29號
原型為深洋潛水軍制式配備的夥伴型自動標槍「勃朗特」，之後被研發出延伸機種「勃朗特29號」配備給所有波弟使用。
劍魚型的機械軀體內搭載奈米電腦，能夠存取資料與收發指令。
伊答
明日佳清潔公司開發的清潔機器人。由於搭載尖端人工智慧，除了能夠通曉語言，任何藏汙納垢的死角都絕不會放過。

## 開發
團隊於2020年4月透過《集合啦！動物森友會》連續三天招待玩家至島上參觀，從中首度透露《棄海》相關開發情報，後於5月開放遊戲官網與預先登錄活動。
同年10月將宣傳預告片及遊戲機制同步公開，並表示本作動態漫畫將由擔任《自由新鎮1.5舞台劇》二次元主視覺與周邊商品設計的繪師「阿卡（A-KA）」進行繪製；遊戲音效交由新加坡音效團隊IMBA Interactive製作；遊戲配樂則繼《螢幕判官》再次由作曲家蘇裕博操刀。
曾在2021年2月4日～10日的Steam遊戲節以試玩版形式將《棄海》的製作進度公開亮相，其美麗詭譎的美術風格與高難易度遊戲機制均有別於開發團隊前作的《螢幕判官》，開放期間內引起許多玩家的正面討論。

## 迴響
| 年份 | 競賽             | 獎項 |
| ---- | ---------------- | ---- |
| 2020 | 騰訊遊戲創意大賽 | 銅賞 |

## 外部連結
- 官方網站 （页面存档备份，存于）
- 棄海：波弟大冒險Steam頁面 （页面存档备份，存于）
- 光穹遊戲Facebook專頁 （页面存档备份，存于）